# Colysis decurrens
Colysis decurrens là một loài thực vật có mạch trong họ Polypodiaceae. Loài này được (Blume) Manickam, et al. miêu tả khoa học đầu tiên năm 1997.